# Kōichirō Morita
Kōichirō Morita (japanisch 森田 耕一郎 Morita Kōichirō; * 28. Oktober 1984 in Higashiyamato) ist ein japanischer Fußballspieler.

## Karriere
Morita erlernte das Fußballspielen in der Schulmannschaft der Kokubunji High School. Seinen ersten Vertrag unterschrieb er 2003 bei Vegalta Sendai. Der Verein spielte in der höchsten Liga des Landes, der J1 League. Am Ende der Saison 2003 stieg der Verein in die J2 League ab. 2005 wurde er an den Erstligisten FC Tokyo ausgeliehen. 2006 wechselte er zum Drittligisten Sagawa Express Tokyo (heute: Sagawa Shiga FC). 2013 wechselte er zum Ligakonkurrenten SC Sagamihara. 2014 wechselte er zum Zweitligisten Kamatamare Sanuki. 2015 wechselte er zum Drittligisten Renofa Yamaguchi FC. Ende 2015 beendete er seine Karriere als Fußballspieler.